# すもと亜夢
すもと 亜夢（すもと あむ、1月27日 - ）は、日本の漫画家。山梨県出身で血液型はO型。趣味はバラの栽培。
「るりちゃんパラダイス」でデビュー。主に『Cheese!』『プチコミック』（いずれも小学館）などで活躍している。

## 作品リスト
- るりちゃんパラダイス（全2巻）
- くるくるみそちゃ
- めざせ！！まんがの星
- Honeyなこと（全3巻）
- こわしたいほど愛されたい（『少女コミックCheese!』1996年10月号 - 1999年5月号、全7巻・文庫版全4巻）
- 海までとばそう
- S+M（全3巻）
- 私の…メガネ君（『Cheese!』2001年9月号 - 、全7巻）
- 夜恋
- 青リンゴKISS
- バンビーノ海岸
- メゾン・ハーフムーン
- Fight25（『プチコミック』）
- ヒドイ男